# Degspad
Degspad är vätskekomponenten som behövs för att åstadkomma en deg.
Degspadet har stor betydelse för ett bröds karaktär. Man kan använda mjölk, filmjölk, yoghurt, vatten, öl eller svagdricka.
Filmjölk och yoghurt ger fyllig, syrlig smak. Vatten ger sprödig skorpa. Öl och svagdricka ger fyllig, mustig smak. En bra blandning är hälften vatten, hälften filmjölk/yoghurt. Till lussebullar är degspadet smält smör och mjölk.